# Mortites
Mortites is een geslacht van Phasmatodea uit de familie Phasmatidae. De wetenschappelijke naam van dit geslacht is voor het eerst geldig gepubliceerd in 1935 door Günther.

## Soorten
Het geslacht Mortites is monotypisch en omvat slechts de volgende soort:
- Mortites enarges Günther, 1935